# Márcia Dantas
Márcia Dantas (Belém, 1 de agosto de 1987) é uma repórter, jornalista e apresentadora de televisão brasileira.

## Carreira
Márcia iniciou na carreira jornalística aos 19 anos de idade como estagiária na Record Belém.
Em 2008, estreou na RBA TV (afiliada à Band no Pará), onde trabalhou como repórter e ficou até 2011.
Teve sua segunda passagem pela Record Belém entre 2011 e 2015, onde apresentou o Fala Pará e o Pará Record, até ser transferida para a matriz da rede, em São Paulo.
Em 2016, passou a trabalhar no SBT, inicialmente integrando o time de repórteres. Posteriormente, passou a apresentar programas jornalísticos, como o SBT Notícias, Primeiro Impacto e SBT Brasil, sendo que neste último, foi apresentadora até 9 de março de 2024, juntamente com Marcelo Torres. Dantas continua no telejornal, porém como moça do tempo e também como plantonista do telejornal aos sábados. Voltou a ser titular de um telejornal diário em 17 de abril de 2024, quando passou a substituir Christina Rocha no Tá na Hora. Em 6 de janeiro de 2025, o SBT anuncia a imprensa a demissão de Márcia Dantas, após 9 anos ativa na emissora. Em 23 de junho de 2025, Dantas é contratada pela TV Jovem Pan News.
Além da televisão, também organiza aulas online de telejornalismo e técnicas para o trabalho na TV.

## Vida pessoal
Márcia foi casada com o diretor de televisão Rafael Perantunes, com quem teve um filho, Gabriel, nascido em 2017. É torcedora do Clube do Remo.

## Filmografia
| Ano             | Título               | Função                                     | Notas | Emissora          |
| --------------- | -------------------- | ------------------------------------------ | ----- | ----------------- |
| 2008-11         | Jornal RBA           | Apresentadora e repórter                   |       | RBA TV            |
| 2011-14         | Fala Pará            | Apresentadora e repórter                   |       | Record Belém      |
| 2011-15         | Pará Record          | Apresentadora e repórter                   |       | Record Belém      |
| 2017-19         | SBT Notícias         | Apresentadora                              |       | SBT               |
| 2018-20 2024-25 | Primeiro Impacto     | Apresentadora                              |       | SBT               |
| 2020-24         | SBT Brasil           | Apresentadora                              |       | SBT               |
| 2024            | SBT Brasil           | Apresentadora Eventual e Previsão do Tempo |       | SBT               |
| 2024            | Tá na Hora           | Apresentadora                              |       | SBT               |
| 2024            | Chega Mais: Notícias | Apresentadora                              |       | SBT               |
| 2025-presente   | Tempo Real           | Apresentadora                              |       | TV Jovem Pan News |